# Pallanuoto ai Giochi della XIX Olimpiade
Il torneo di pallanuoto dei Giochi Olimpici di Città del Messico è stato il quindicesimo della storia e si è svolto tra il 14 ed il 25 ottobre 1968 negli impianti della Francisco Márquez Olympic Pool e della University City Swimming Pool.
Erano iscritte al torneo 16 formazioni, ma l'Australia, nonostante l'insistenza della FINA, venne esclusa dal CIO in appoggio alla decisione del Comitato Olimpico Australiano di limitare il numero di partecipanti alle sole gare di nuoto.
Il torneo si è svolto in due fasi: una fase a gironi ed una ad eliminazione diretta; si sono qualificate alle semifinali per il titolo le prime due classificate dei due gironi preliminari, mentre tutte le altre hanno avuto accesso alle gare di classificazione.
Nella finale per la medaglia d'oro la Jugoslavia ha battuto ai supplementari l'Unione Sovietica conquistando il primo titolo olimpico della sua storia.

## Podio
| Evento              | Oro        | Argento          | Bronzo   |
| Pallanuoto maschile | Jugoslavia | Unione Sovietica | Ungheria |

## Squadre partecipanti
GRUPPO A
- Australia (esclusa)
- Brasile
- Cuba
- Germania Ovest
- Spagna
- Stati Uniti
- Ungheria
- Unione Sovietica

GRUPPO B
- Rep. Araba Unita
- Germania Est
- Giappone
- Grecia
- Italia
- Jugoslavia
- Messico
- Paesi Bassi

## Fase preliminare

### Gruppo A
|    | Squadra          | Pti | G | V | P | S | GF | GS | Diff |
| -- | ---------------- | --- | - | - | - | - | -- | -- | ---- |
| 1. | Ungheria         | 12  | 6 | 6 | 0 | 0 | 39 | 14 | +25  |
| 2. | Unione Sovietica | 10  | 6 | 5 | 0 | 1 | 43 | 18 | +25  |
| 3. | Stati Uniti      | 7   | 6 | 3 | 1 | 2 | 37 | 36 | +1   |
| 4. | Cuba             | 7   | 6 | 3 | 1 | 2 | 31 | 35 | –4   |
| 5. | Germania Ovest   | 4   | 6 | 2 | 0 | 4 | 33 | 34 | –1   |
| 6. | Spagna           | 1   | 6 | 0 | 1 | 5 | 20 | 37 | –17  |
| 7. | Brasile          | 1   | 6 | 0 | 1 | 5 | 22 | 51 | –29  |

| Data       | Ora   | Partita          | Partita | Partita          |
| ---------- | ----- | ---------------- | ------- | ---------------- |
| 14 ottobre | 10:00 | Stati Uniti      | 10 - 5  | Brasile          |
| 14 ottobre | 15:00 | Unione Sovietica | 11 - 4  | Cuba             |
| 15 ottobre | 10:00 | Germania Ovest   | 5 - 3   | Spagna           |
| 15 ottobre | 15:00 | Cuba             | 9 - 2   | Brasile          |
| 16 ottobre | 10:00 | Ungheria         | 6 - 4   | Germania Ovest   |
| 16 ottobre | 15:00 | Stati Uniti      | 10 - 7  | Spagna           |
| 17 ottobre | 10:00 | Unione Sovietica | 6 - 3   | Germania Ovest   |
| 17 ottobre | 10:00 | Stati Uniti      | 6 - 6   | Cuba             |
| 17 ottobre | 15:30 | Ungheria         | 7 - 1   | Spagna           |
| 19 ottobre | 10:00 | Unione Sovietica | 5 - 0   | Spagna           |
| 19 ottobre | 15:30 | Ungheria         | 5 - 1   | Stati Uniti      |
| 19 ottobre | 15:30 | Germania Ovest   | 10 - 5  | Brasile          |
| 20 ottobre | 09:00 | Cuba             | 7 - 6   | Germania Ovest   |
| 20 ottobre | 15:30 | Spagna           | 6 - 6   | Brasile          |
| 20 ottobre | 15:30 | Ungheria         | 6 - 5   | Unione Sovietica |
| 21 ottobre | 10:00 | Cuba             | 4 - 3   | Spagna           |
| 21 ottobre | 10:00 | Unione Sovietica | 8 - 3   | Stati Uniti      |
| 21 ottobre | 15:30 | Ungheria         | 8 - 2   | Brasile          |
| 22 ottobre | 09:00 | Unione Sovietica | 8 - 2   | Brasile          |
| 22 ottobre | 15:30 | Stati Uniti      | 7 - 5   | Germania Ovest   |
| 23 ottobre | 09:00 | Ungheria         | 7 - 1   | Cuba             |

### Gruppo B
|    | Squadra          | Pti | G | V | P | S | GF | GS | Diff |
| -- | ---------------- | --- | - | - | - | - | -- | -- | ---- |
| 1. | Italia           | 13  | 7 | 6 | 1 | 0 | 48 | 21 | +27  |
| 2. | Jugoslavia       | 11  | 7 | 5 | 1 | 1 | 65 | 18 | +47  |
| 3. | Germania Est     | 11  | 7 | 5 | 1 | 1 | 66 | 22 | +44  |
| 4. | Paesi Bassi      | 9   | 7 | 4 | 1 | 2 | 42 | 28 | +14  |
| 5. | Giappone         | 6   | 7 | 3 | 0 | 4 | 26 | 57 | –31  |
| 6. | Messico          | 3   | 7 | 1 | 1 | 5 | 27 | 56 | –29  |
| 7. | Grecia           | 2   | 7 | 1 | 0 | 6 | 34 | 62 | –28  |
| 8. | Rep. Araba Unita | 1   | 7 | 0 | 1 | 6 | 21 | 65 | –44  |

| Data       | Ora   | Partita      | Partita | Partita          |
| ---------- | ----- | ------------ | ------- | ---------------- |
| 14 ottobre | 10:00 | Paesi Bassi  | 9 - 5   | Grecia           |
| 14 ottobre | 15:00 | Jugoslavia   | 13 - 2  | Rep. Araba Unita |
| 14 ottobre | 15:00 | Italia       | 9 - 2   | Giappone         |
| 15 ottobre | 10:00 | Germania Est | 12 - 4  | Messico          |
| 15 ottobre | 15:00 | Giappone     | 8 - 7   | Grecia           |
| 15 ottobre | 15:00 | Italia       | 10 - 1  | Rep. Araba Unita |
| 16 ottobre | 10:00 | Germania Est | 4 - 4   | Jugoslavia       |
| 16 ottobre | 15:00 | Paesi Bassi  | 8 - 1   | Messico          |
| 16 ottobre | 15:00 | Grecia       | 7 - 6   | Rep. Araba Unita |
| 17 ottobre | 10:00 | Italia       | 5 - 4   | Germania Est     |
| 17 ottobre | 15:30 | Jugoslavia   | 9 - 0   | Messico          |
| 17 ottobre | 15:30 | Paesi Bassi  | 9 - 1   | Giappone         |
| 19 ottobre | 10:00 | Germania Est | 11 - 4  | Grecia           |
| 19 ottobre | 10:00 | Giappone     | 7 - 4   | Rep. Araba Unita |
| 19 ottobre | 15:30 | Italia       | 10 - 5  | Messico          |
| 19 ottobre | 15:30 | Jugoslavia   | 7 - 4   | Paesi Bassi      |
| 20 ottobre | 09:00 | Germania Est | 8 - 0   | Giappone         |
| 20 ottobre | 09:00 | Messico      | 11 - 8  | Grecia           |
| 20 ottobre | 15:30 | Italia       | 5 - 4   | Jugoslavia       |
| 20 ottobre | 15:30 | Paesi Bassi  | 6 - 3   | Rep. Araba Unita |
| 21 ottobre | 10:00 | Giappone     | 6 - 3   | Messico          |
| 21 ottobre | 10:00 | Jugoslavia   | 11 - 1  | Grecia           |
| 21 ottobre | 15:30 | Italia       | 3 - 3   | Paesi Bassi      |
| 21 ottobre | 15:30 | Germania Est | 19 - 2  | Rep. Araba Unita |
| 22 ottobre | 09:00 | Messico      | 3 - 3   | Rep. Araba Unita |
| 22 ottobre | 09:00 | Italia       | 6 - 2   | Grecia           |
| 22 ottobre | 15:30 | Germania Est | 8 - 3   | Paesi Bassi      |
| 22 ottobre | 15:30 | Jugoslavia   | 17 - 2  | Giappone         |

## Fase Finale

### Semifinali
| Data       | Ora   | Partita  | Partita | Partita          |
| ---------- | ----- | -------- | ------- | ---------------- |
| 24 ottobre | 15:30 | Ungheria | 6 - 8   | Jugoslavia       |
| 24 ottobre | 15:30 | Italia   | 5 - 8   | Unione Sovietica |

- 5º-8º posto

| Data       | Ora   | Partita      | Partita | Partita     |
| ---------- | ----- | ------------ | ------- | ----------- |
| 24 ottobre | 15:00 | Stati Uniti  | 6 - 3   | Paesi Bassi |
| 24 ottobre | 09:00 | Germania Est | 8 - 2   | Cuba        |

- 9º-12º posto

| Data       | Ora   | Partita        | Partita | Partita |
| ---------- | ----- | -------------- | ------- | ------- |
| 24 ottobre | 09:00 | Germania Ovest | 6 - 3   | Messico |
| 24 ottobre | 09:00 | Giappone       | 0 - 5   | Spagna  |

- 13º-15º posto

| Data       | Ora   | Partita | Partita | Partita          |
| ---------- | ----- | ------- | ------- | ---------------- |
| 24 ottobre | 09:00 | Brasile | 5 - 3   | Rep. Araba Unita |

### Finali
- 13º posto

| Data       | Ora   | Partita | Partita | Partita |
| ---------- | ----- | ------- | ------- | ------- |
| 25 ottobre | 10:00 | Brasile | 5 - 2   | Grecia  |

- 11º posto

| Data       | Ora   | Partita  | Partita | Partita |
| ---------- | ----- | -------- | ------- | ------- |
| 25 ottobre | 10:00 | Giappone | 4 - 5   | Messico |

- 9º posto

| Data       | Ora   | Partita        | Partita | Partita |
| ---------- | ----- | -------------- | ------- | ------- |
| 25 ottobre | 10:00 | Germania Ovest | 5 - 7   | Spagna  |

- 7º posto

| Data       | Ora   | Partita     | Partita | Partita |
| ---------- | ----- | ----------- | ------- | ------- |
| 25 ottobre | 15:30 | Paesi Bassi | 8 - 5   | Cuba    |

- 5º posto

| Data       | Ora   | Partita     | Partita | Partita      |
| ---------- | ----- | ----------- | ------- | ------------ |
| 25 ottobre | 15:30 | Stati Uniti | 6 - 4   | Germania Est |

- 3º posto

| Data       | Ora   | Partita  | Partita | Partita |
| ---------- | ----- | -------- | ------- | ------- |
| 26 ottobre | 10:00 | Ungheria | 9 - 4   | Italia  |

- 1º posto

| Data       | Ora   | Partita          | Partita       | Partita    |
| ---------- | ----- | ---------------- | ------------- | ---------- |
| 26 ottobre | 17:00 | Unione Sovietica | 11 - 13 (dts) | Jugoslavia |

## Classifica finale
| Campione Olimpico | Campione Olimpico | Campione Olimpico |
| --- | ----------------- | --- |
| JugoslaviaBonačić · Dabović · Hebel · Janković · Lopatni · Marović · Perišić · Poljak · Sandić · Stipanić · Trumbić, CT: Aleksandar Sajfert |                   | |
| Argento | Unione Sovietica  | Unione SovieticaGuljaev · Čikvanaja · Grišin · Dolgušin · Barkalov · Grigorovskij · Semënov · Šidlovskij · Skok · Osipov · Bovin, CT: -                |
| Bronzo | Ungheria          | UngheriaBodnár · Dömötör · Felkai · F. Konrád · J. Konrád · Mayer · Sárosi · Steinmetz · Molnár · Pócsik · Szívós, CT: Kálmán Markovits                |
| 4. | Italia            | ItaliaAlberani, Barlocco, Cevasco, De Magistris, Ferrando, Ghibellini, Guerrini, Lavoratori, Lonzi, Merello, Pizzo, CT: Mario Majoni                   |
| 5. | Stati Uniti       | Stati Unitivan Dorp • Ashleigh • Webb • Crawford • Cole • Bradley • Willeford • Weitzenberg • Sheerer • Parker • Barnett, CT: Art Lambert              |
| 6. | Germania Est      | Germania EstFehn • Schlenkrich • Thiel • Ballerstedt • Rund • Schüler • Kluge • Hermans • Herzog • Lange • Schmidt, CT: Rolf Bastel                    |
| 7. | Paesi Bassi       | Paesi Basside Vries • Wouda • Geutjes • Hoogveld • van Dorp • Parrel • van der Voet • Moolhuijzen • Bongers • Hermsen • Kroon, CT: Ruud van Feggelen   |
| 8. | Cuba              | CubaPeriche • Arcos • M. García • Valdés • Junco • Martínez Ginoris • C. Rodríguez • O. García • R. Rodríguez • Cañete • Pérez, CT: -                  |
| 9. | Spagna            | SpagnaBestit • Borell • Rubio • Padrós • Codera • Mas • Ibern • Zubicoa • Meya • Jané • Brugat, CT: -                                                  |
| 10. | Germania Ovest    | Germania OvestHoffmeister • Haverkamp • Teicher • Nagy • Schulz • Weeke • Seiz • Schuhmann • Kleimeier • Ott • Kilian, CT:                             |
| 11. | Messico           | MessicoFamiliar • R. Chávez • F. García • G. Chávez • Morfín • Guzmán • Botella • J. García • Vásquez • Ramos • Gómez, CT: -                           |
| 12. | Giappone          | GiapponeIshii • Kuwayama • Nakano • Yajima • Kuwabara • Sato • Takeuchi • Yonehara • Sakamoto, CT: -                                                   |
| 13. | Brasile           | BrasileCarotini • de Viçoso • Filellini • Gonçalves • Lima • Al. Marsili • Ar. Marsili • Pinciroli • Pires • Sandoval, CT: -                           |
| 14. | Grecia            | GreciaThymaras • Theodorakopoulos • Iosifidis • Garyfallos • Kougevetopoulos • Mathioudakis • Palios • Palikaris • Tsagkas • Karalogos • Michalos, CT: |
| 15. | Rep. Araba Unita  | Rep. Araba UnitaM. Soliman • Shalabi • El-Bassiouni • S. Soliman • Touny • El-Moalem • El-Shafei • El-Kashef • El-Baroudi • Touny • Gamil, CT: -       |

## Fonti
- (EN)  Comitato Olimpico Internazionale: database medaglie olimpiche.
- (EN) Todor66.com.